# Calcolatrice Elettronica Pisana

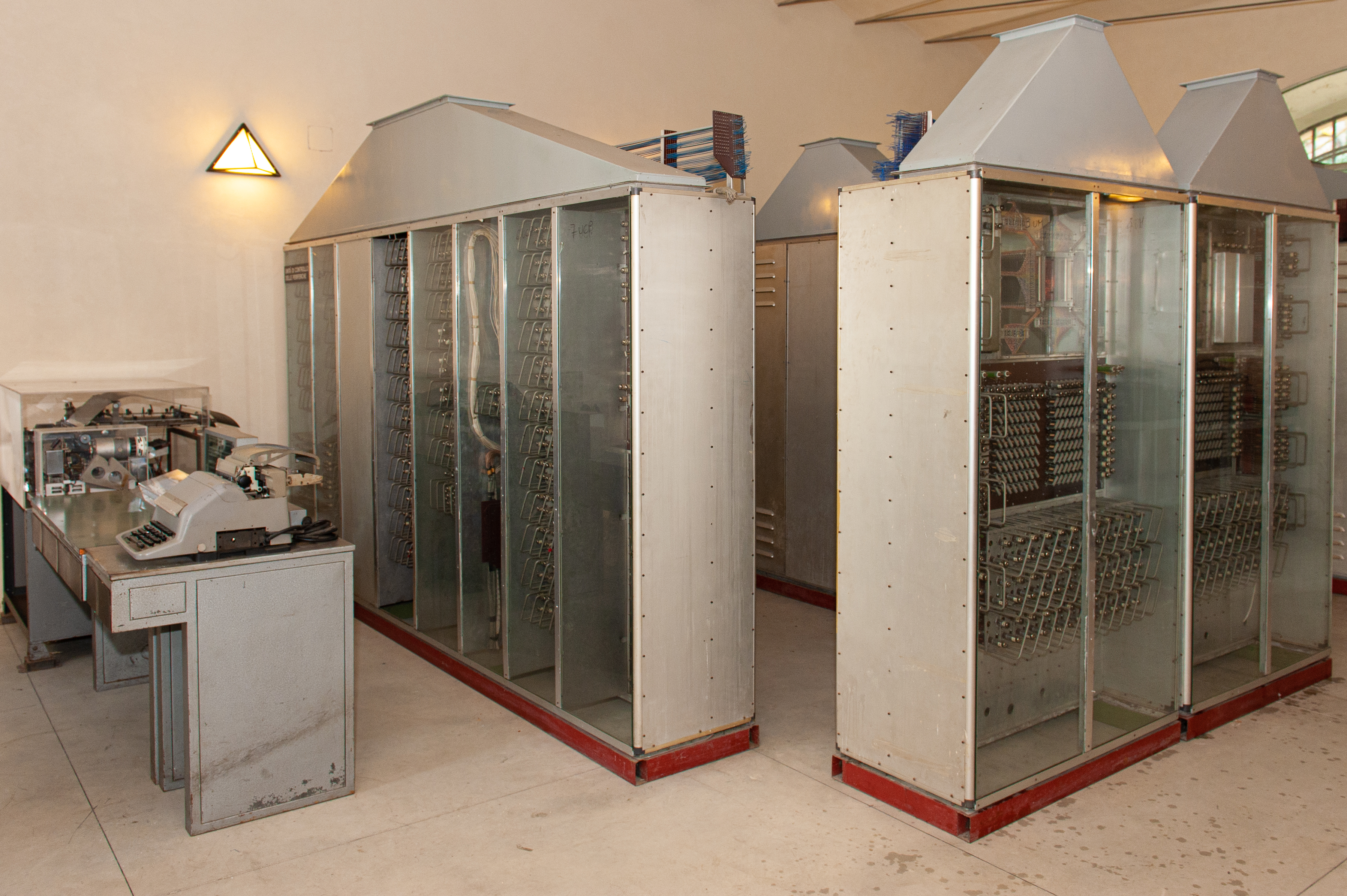
Ricostruzione della Calcolatrice Elettronica Pisana presso il Museo degli strumenti per il calcolo

La Calcolatrice Elettronica Pisana (CEP) è il primo calcolatore elettronico italiano per le ricerche scientifiche.

## Storia

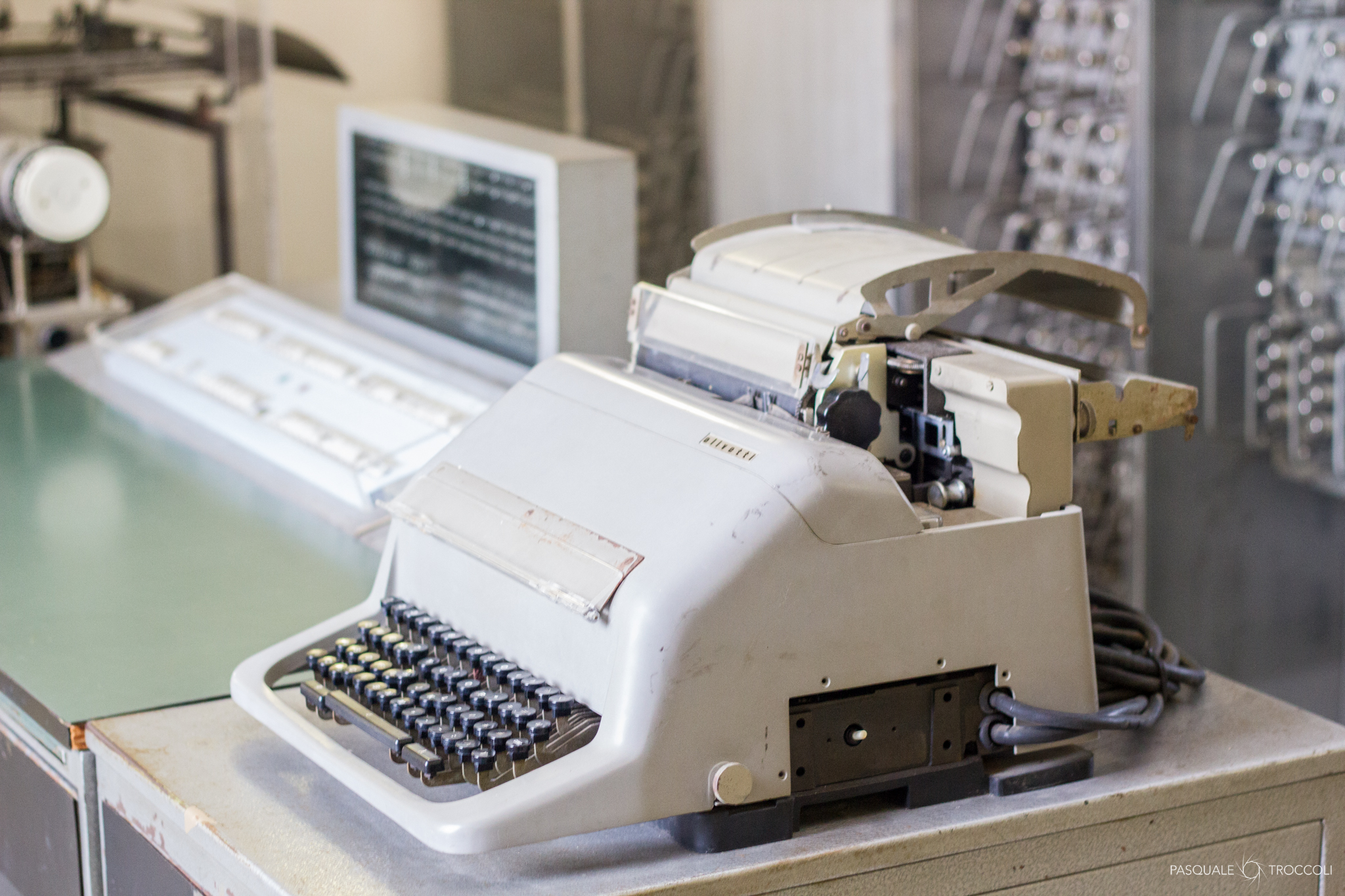
La telescrivente della CEP

All'inizio del 1954 le province di Pisa, Lucca e Livorno misero a disposizione la somma di 150 milioni di lire per la realizzazione di un sincrotrone. L'acceleratore di particelle venne poi costruito a Frascati, visto che Roma propose un'offerta migliore. Durante un convegno di Fisica tenutosi quell'anno a Varenna, vennero avanzate alternative per impegnare i fondi ricevuti. La proposta con maggiori consensi fu di costruire un calcolatore elettronico, soluzione più economica all'acquisto diretto di una macchina. Tale idea venne appoggiata da Enrico Fermi con una lettera inviata al rettore dell'Università di Pisa, Enrico Avanzi, sotto richiesta di Marcello Conversi, direttore dell'Istituto di Fisica pisano.
Nel marzo del 1955 venne costituito a Pisa il CSCE (Centro di Studi sulle Calcolatrici Elettroniche), struttura amministrativa col compito di costruire la calcolatrice elettronica, guidata da Marcello Conversi della Facoltà di Fisica, Alessandro Faedo di Matematica e Ugo Tiberio di Ingegneria. Lo sviluppo vide l'appoggio dell’Istituto Nazionale per le Applicazioni del Calcolo di Mauro Picone e fu accompagnato da un'importante attività progettuale presso un laboratorio della Olivetti a Barbaricina, sobborgo di Pisa, che portò allo sviluppo della linea di calcolatori Olivetti Elea.
La CEP fu inizialmente completata come Macchina Ridotta nel luglio 1957. A seguito di prove dal risultato positivo, il prototipo venne smontato per recuperare componenti per la realizzazione della CEP definitiva. Quest'ultima, inaugurata il 13 novembre 1961 alla presenza del Presidente della Repubblica Giovanni Gronchi, era installata all'ultimo piano dell'Istituto di Fisica, allora situato in Piazza Torricelli. Grazie alla visibilità mediatica data all'evento, il CNR decise di condividere con l'Ateneo le spese per il funzionamento del CSCE, rendendolo un "Istituto del CNR presso l’Università".
La CEP è attualmente conservata presso il Museo degli strumenti per il calcolo a Pisa.

## Descrizione

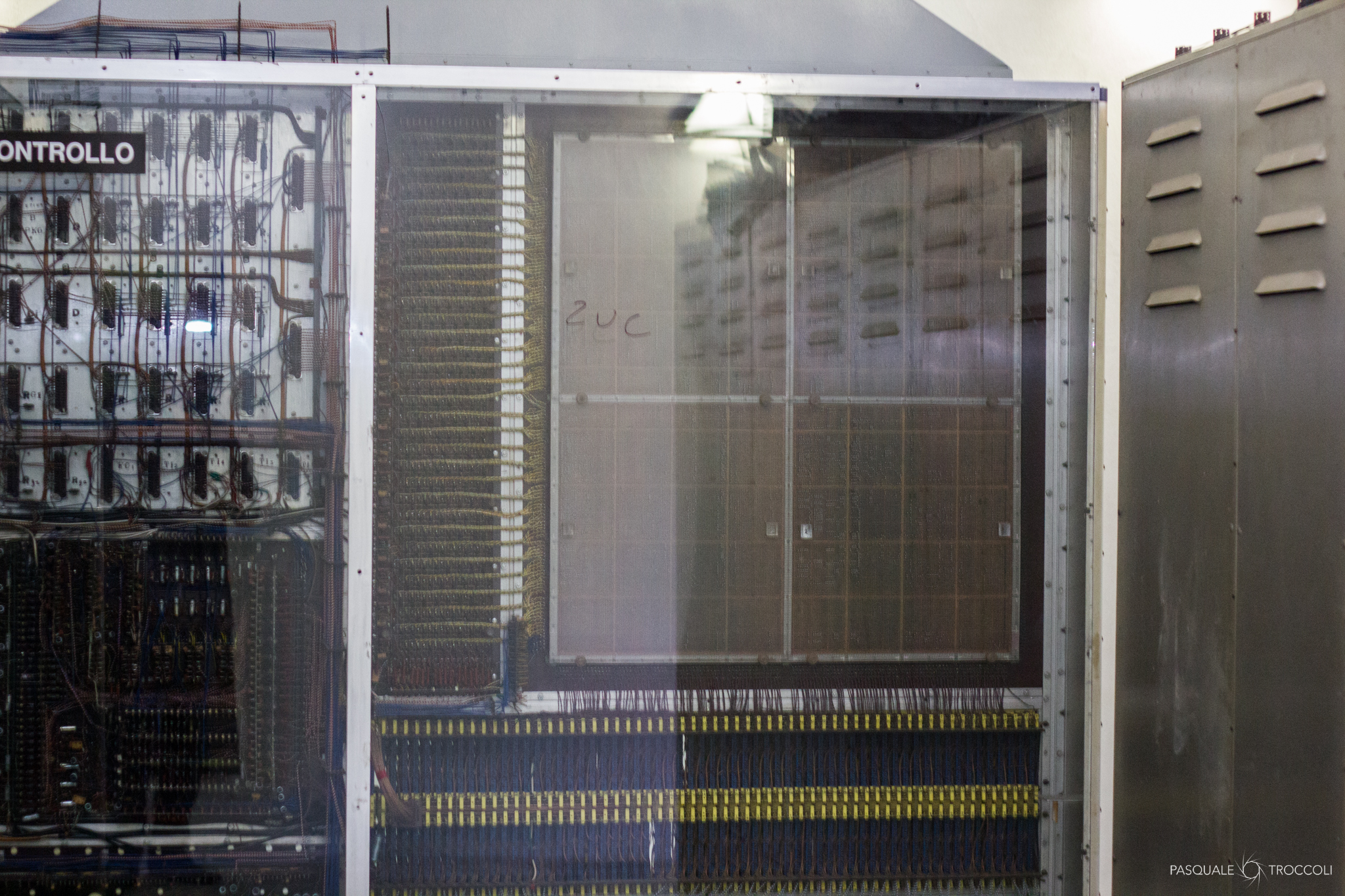
L'unità di elaborazione della CEP

La CEP era una calcolatrice elettronica numerica a programma interno, di tipo universale (anche se fu impiegata essenzialmente per problemi di carattere scientifico) con funzionamento parallelo sia dell'unità aritmetica che della memoria (cioè i bit di ciascuna parola erano trattati e trasferiti tutti simultaneamente).
Le parole erano di 36 bit, con rappresentazione binaria pura di numeri e delle istruzioni, le istruzioni ordinarie erano ad un indirizzo e quelle straordinarie a due indirizzi, di cui uno parametrico, l'unità di controllo era a microprogramma.
La circuiteria della CEP era ibrida, ovvero realizzata in parte con circuiti a valvole termoioniche e in parte (i circuiti di pilotaggio ed amplificazione dell'unità di controllo a microprogramma e l'unità di alimentazione elettrica) con circuiti a transistor. In totale erano impiegati 3.500 tubi elettronici, 2.000 transistor e 12.000 diodi al germanio; la "macchina ridotta" invece non aveva l'unità di controllo a microprogramma ed era completamente a valvole termoioniche.

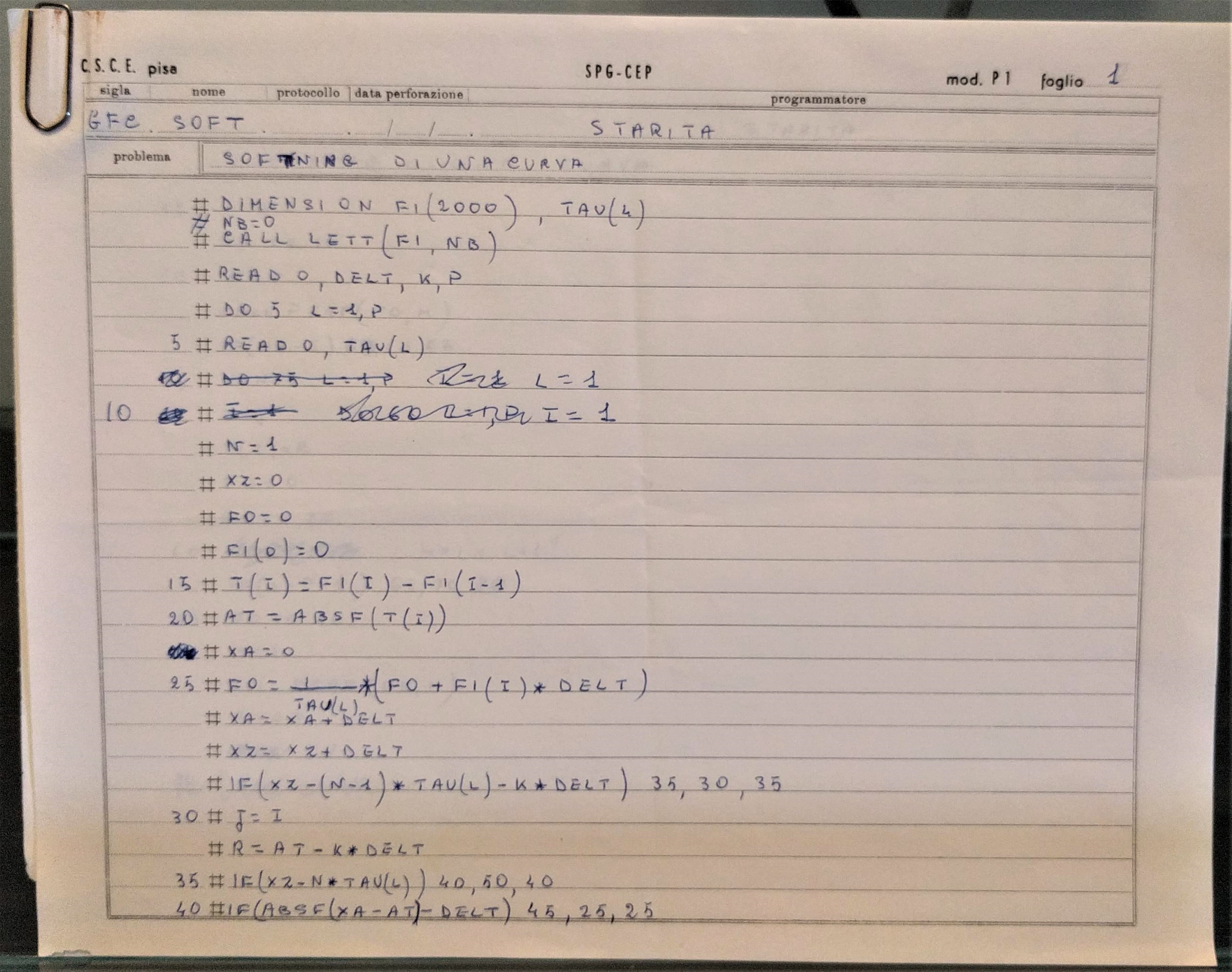
Esercizio di analisi numerica in Fortran per la CEP

Dal punto di vista software la CEP utilizzava un'applicazione di linguaggio Fortran.

### Unità
La calcolatrice era suddivisa nelle seguenti unità:
1. aritmetica
2. indirizzi
3. memoria
4. controllo
5. esterna
6. alimentazione

L'unità aritmetica operava su parole di 36 bit, trattando numeri in virgola fissa o mobile, con precisione singola o doppia.
L'unità indirizzi era composta essenzialmente da un addizionatore e da registri di indirizzi, compreso quello di chiamata istruzione, assolvendo così in parte funzioni di controllo e in parte funzioni ausiliarie a quelle dell'unità aritmetica.
L'unità di memoria di lavoro, del tipo a nuclei magnetici, aveva la capacità di 8K parole (successivamente espansa a 32K).
L'unità di controllo era del tipo a spire magnetiche e nuclei in ferrite con circuiti a transistor, la capacità era di 256 microistruzioni di 8 bit, le quali erano modificabili manualmente con il posizionamento dei nuclei in ferrite.
L'unità esterna era costituita da un buffer per il collegamento delle unità di ingresso ed uscita, che consistevano in:
- unità di memoria di massa a tamburo magnetico da 16.384 parole costruito dalla Olivetti Corporation of America
- fino ad 8 unità di memoria a nastro magnetico
- lettore di banda perforata
- telescrivente
- perforatore di banda
- stampante
- temporizzatore
- quadro comandi

L'unità di alimentazione, transistorizzata, forniva i due livelli logici (+10 V e -14 V) e varie tensioni scalate a passi di 50 V da -150 a +250V.

## Galleria d'immagini

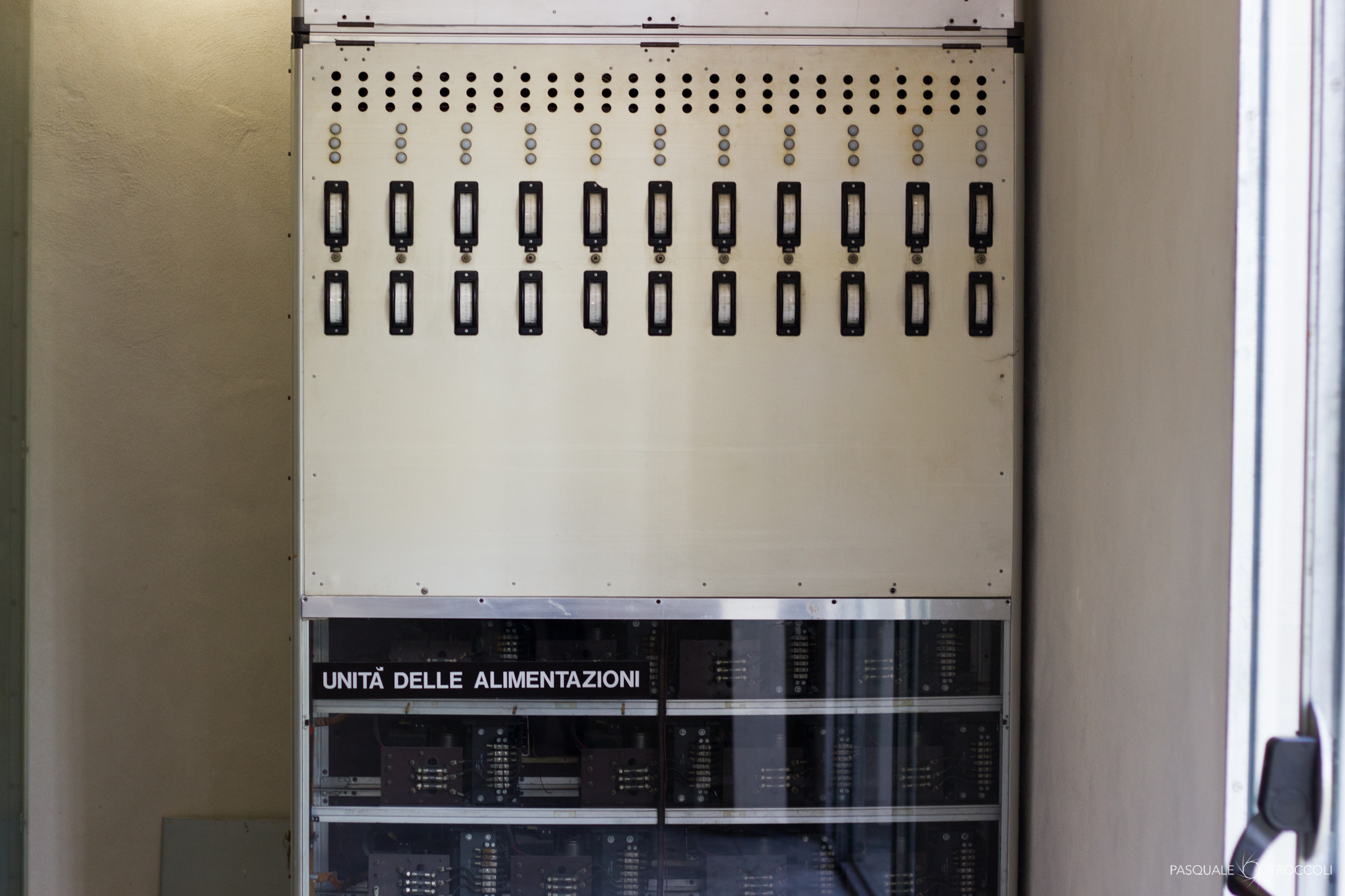
Unità di alimentazione CEP - Calcolatrice Elettronica Pisana
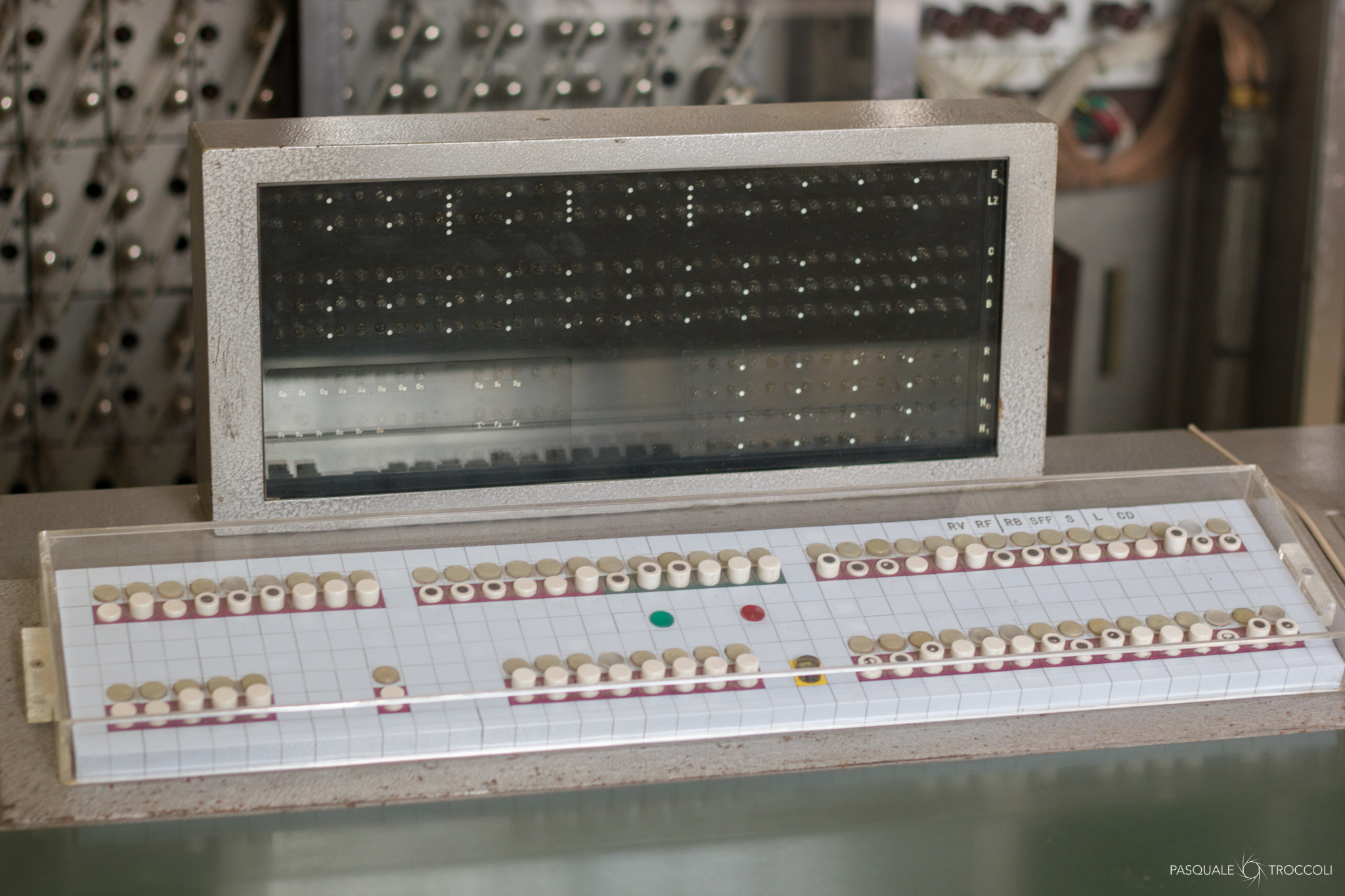
Controllo registri CEP - Calcolatrice Elettronica Pisana
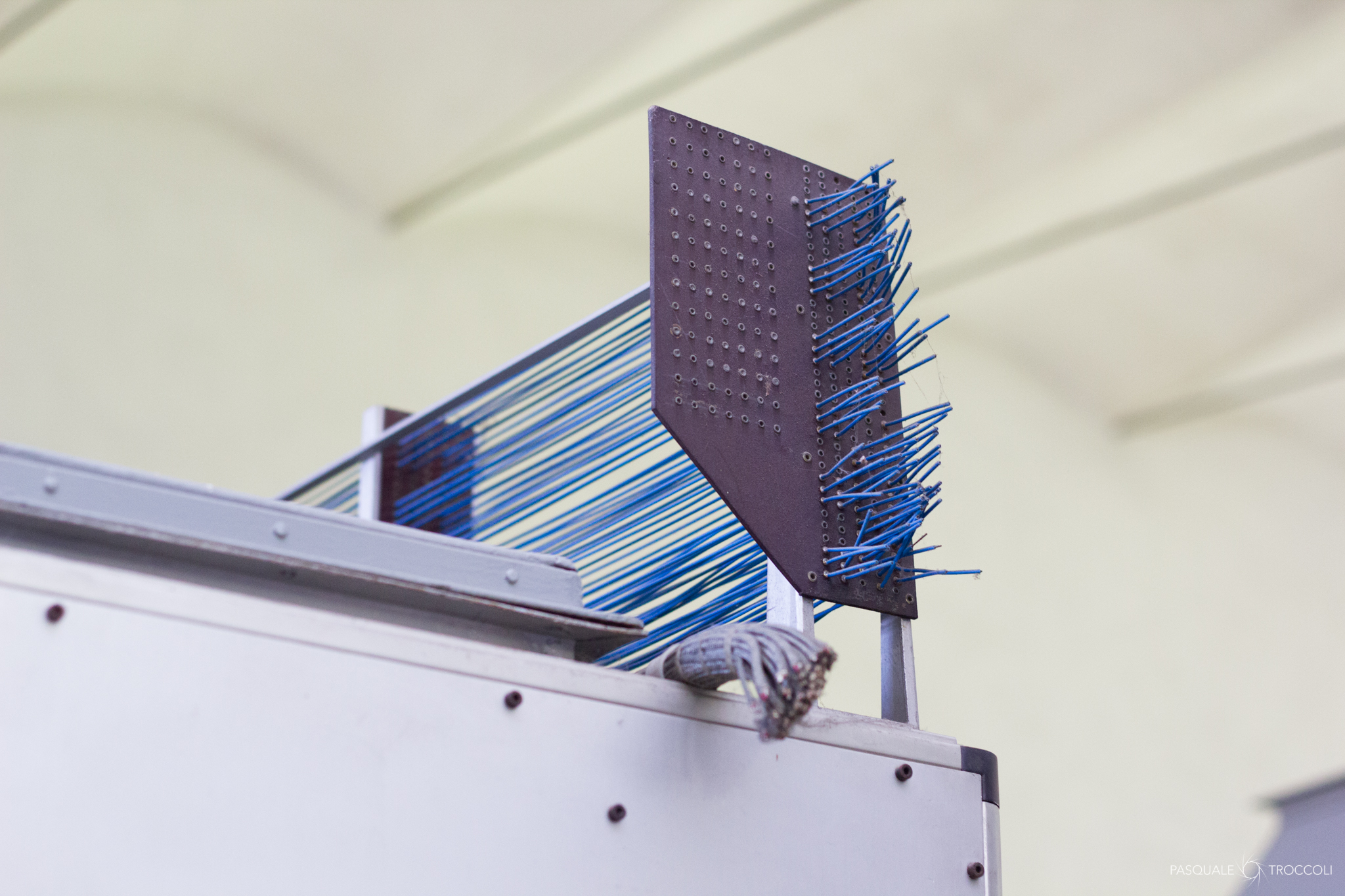
BUS della CEP - Calcolatrice Elettronica Pisana
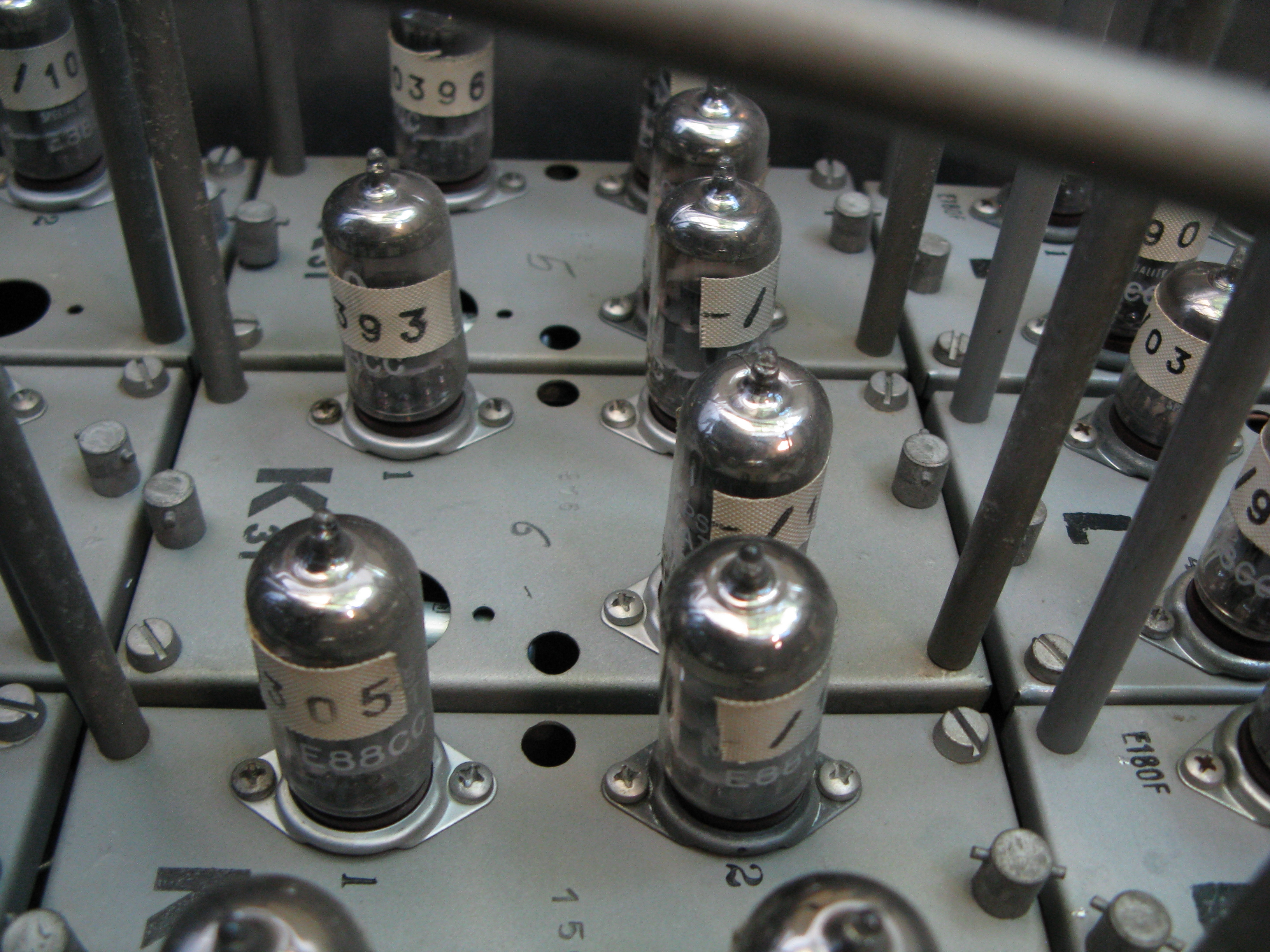
Dettaglio valvole della unità aritmetica